# (29380) 1996 HO13
(29380) 1996 HO13 est un astéroïde de la ceinture principale d'astéroïdes découvert en 1996.

## Description
(29380) 1996 HO13 a été découvert le 17 avril 1996 à l'observatoire de La Silla, au Chili, par Eric Walter Elst.

### Caractéristiques orbitales
L'orbite de cet astéroïde est caractérisée par un demi-grand axe de 2,56 ua, un périhélie de 2,29 ua, une excentricité de 0,11 et une inclinaison de 3,56° par rapport à l'écliptique. Du fait de ces caractéristiques, à savoir un demi-grand axe compris entre 2 et 3,2 ua et un périhélie supérieur à 1,666 ua, il est classé, selon la JPL Small-Body Database, comme objet de la ceinture principale d'astéroïdes.

### Caractéristiques physiques
(29380) 1996 HO13 a une magnitude absolue (H) de 14,8 et un albédo estimé à 0,300.